# Pedro de Otálora
Pedro de Otálora (nacido alrededor de 1570 en Mondragón, Guipúzcoa, España -1624 en Guadalajara, México) fue un sacerdote español, oidor y presidente de la Real Audiencia de México, máximo tribunal de la colonia de Nueva España, y virrey interino.

## Primeros años
Fue hijo de Miguel Ruiz de Otálora, exministro de "El Real y Supremo Consejo de Indias". Su hermano Juan de Otálora llegó a ser juez en Galicia y Valladolid. Otro hermano, Alonso Núñez de Otálora, estudió en la Universidad de Salamanca y llegó al Consejo de Indias como su padre.
Otálora ingresó en la Universidad de Salamanca en 1595, habiendo obtenido el grado de Canónigo el 22 de agosto de 1594. Fue nombrado oidor de la Audiencia de México el 29 de noviembre de 1597, y el 3 de junio de 1599 se le concedió permiso para navegar a Nueva España en compañía de sus servidores. El 2 de junio de 1609 fue ordenado sacerdote.

## Ministerio
Representó por 8 meses la máxima autoridad en la nueva España,  manera de virrey temporal o interino, desde la muerte del virrey Francisco García Guerra el 22 de febrero de 1612 hasta la llegada del siguiente virrey el 18 de octubre de 1612, Diego Fernández de Córdoba.
El 2 de mayo de 1612 presidió un tribunal que condenó a muerte a 35 rebeldes negros.
Ascendió a presidente de la Audiencia de Guadalajara mediante consulta el 29 de mayo de 1618 y, con título completo el 22 de junio de 1618.
Solicitó y recibió de Domingo Lázaro de Arregui el análisis descriptivo de la Nueva Galicia.
Murió en este cargo, aunque el Consejo de la India había acordado a principios de mayo de 1618 que debía regresar a España por tres o cuatro años, si renunciara a su cargo de juez en México. Permaneció en Guadalajara el 10 de diciembre de 1623 y murió poco después. 